# La Sauvetat-du-Dropt
La Sauvetat-du-Dropt är en kommun i departementet Lot-et-Garonne i regionen Nouvelle-Aquitaine i sydvästra Frankrike. Kommunen ligger i kantonen Duras som tillhör arrondissementet Marmande. År 2022 hade La Sauvetat-du-Dropt 565 invånare.

## Befolkningsutveckling
Antalet invånare i kommunen La Sauvetat-du-Dropt
| Referens: INSEE |